# A90 (Groot-Brittannië)
De A90 is een 228 km lange weg in Schotland.
De weg verbindt Edinburgh via Perth, Dundee, Forfar, Stonehaven, Aberdeen en Peterhead met Fraserburgh.

## Hoofdbestemmingen
- Perth
- Dundee
- Forfar
- Stonehaven
- Aberdeen
- Peterhead
- Fraserburgh